# سيرجيو دياز (لاعب كرة قدم)
سيرجيو دياز (بالإسبانية: Sergio Díaz Lazarte)‏ (4 أكتوبر 1956 ببوينس آيرس في الأرجنتين - ) هو لاعب كرة قدم أرجنتيني في مركز الوسط.

## وصلات خارجية
- سيرجيو دياز على موقع عالم كرة القدم.نت (الإنجليزية)